# 架火战车
架火战车是中国明朝的一种战车，属于早期的多管火器，可用于发射上百支神机箭。

## 构造
架火战车安装在独轮车上，安装6个长方形箱体，载有160支火箭。

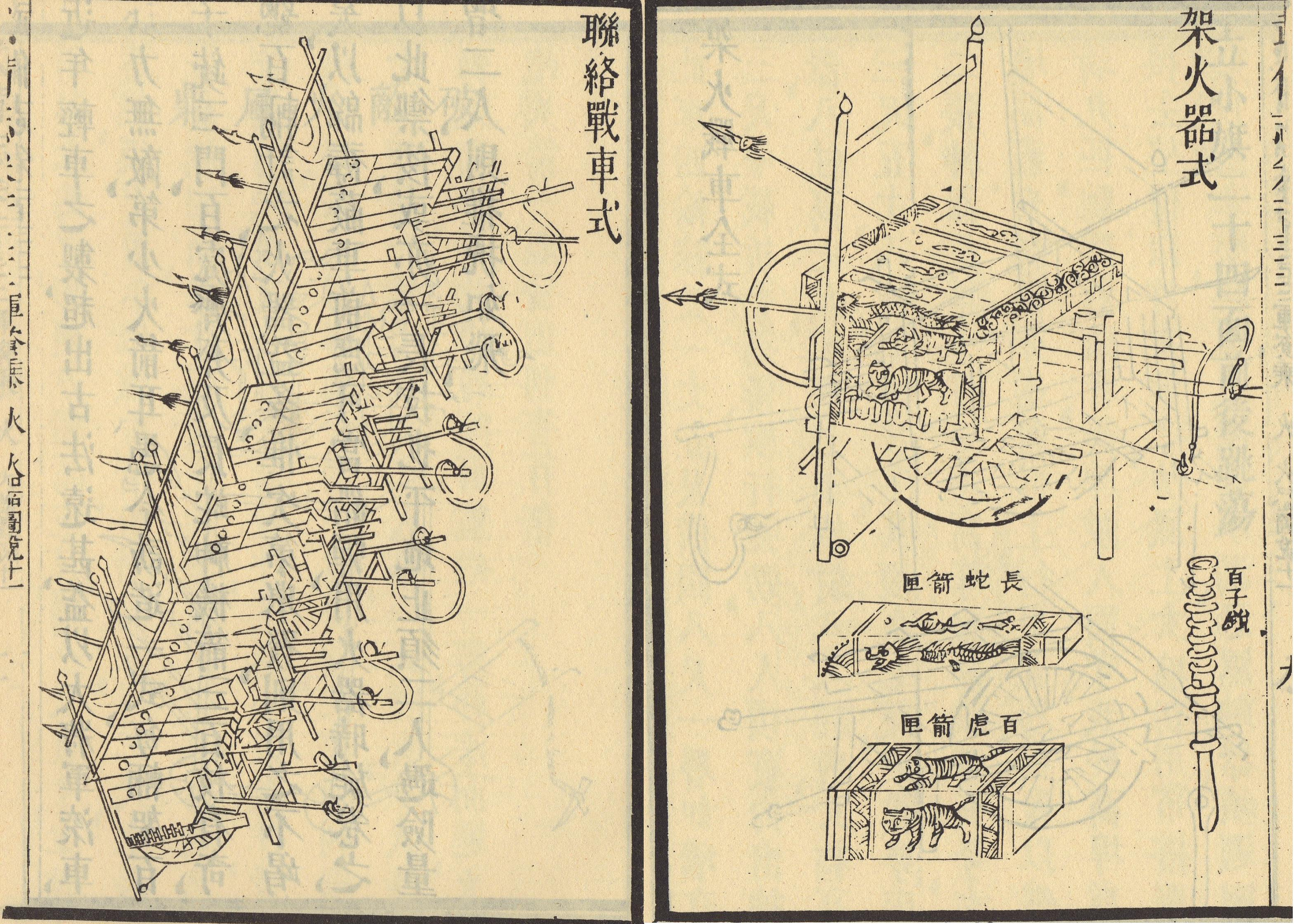
《武备志》中的架火战车圖示。

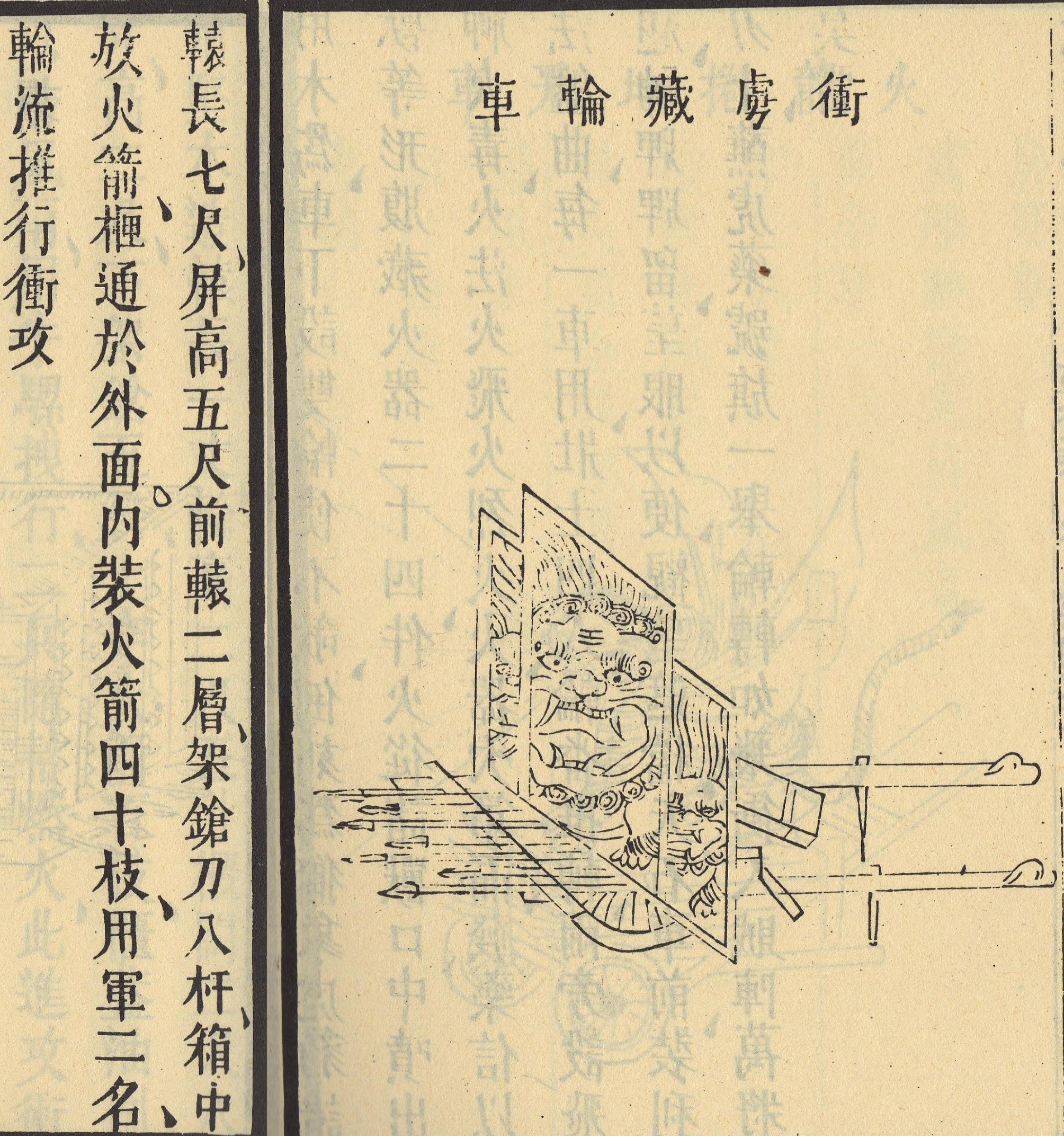
《武备志》中的衝虜藏輪車圖示。

另外，车两侧装有近身武器，在必要时可以自卫。

## 评价
架火战车是中国古代人民在火箭炮方面的杰出创造之一。

## 外部連結
- 央視-明朝多管火箭之謎 （页面存档备份，存于）